# 飛鳥りん
飛鳥 りん（あすか りん、1997年1月8日 - ）は、日本の元AV女優。エイトマン所属。京都府出身。

## 略歴・人物
ソフト・オン・デマンドがアイドルをプロデュースするという企画に自ら応募し、2016年3月より専属アイドルとして活動。元々アイドル好きで、このデビュー以前に某アイドルグループのオーディションに合格したが辞退している。
同年9月にSODクリエイトの専属女優としてAVデビュー。
趣味はアイドル好き、料理、アニメ、間取り図鑑賞、地図鑑賞。
2018年10月18日、11月発売作品をもってSODStarからの卒業をTwitterにて発表。
2019年12月30日、2020年3月でのAV引退を発表。

## 作品

### アダルトDVD

#### SODクリエイト専属期間
2016年
- 飛鳥りん AV debut タイム風俗学ハンター（9月1日、SODクリエイト）※AV OPEN 2016 女優部門2位
- AV dedut 2nd 初体験初イキ4本番（10月6日、SODクリエイト）
- 朝から晩まで毎日ヤリまくりラブラブ同棲日記（11月10日、SODクリエイト）
- レズ解禁 〜チアリーディング部の先輩は全員レズビアン〜（12月8日、SODクリエイト）共演:羽月希、春原未来、篠田ゆう、広瀬うみ
- SODファン大感謝祭! 賢者タイムなし! 何発も発射できる猛者が神! 射精無制限ぜつりんバスツアー 超人気女優16人 VS 一般募集素人ファンによる夢の大乱交! 総勢19名一泊二日79発射!（12月22日、SODクリエイト）共演:戸田真琴、大槻ひびき、波多野結衣、椎名そら、跡美しゅり、あず希、宮崎あや、小谷みのり、浜崎真緒、南まゆ、澁谷果歩、広瀬うみ、水野朝陽、あべみかこ、蓮実クレア

2017年
- 初ガチイキ! 外でも中でも何度もイキまくり大絶頂SEX（1月6日、SODクリエイト）
- SODファン大感謝祭! 裏ぜつりんバスツアー 脱落者救済 熱血SEX塾 発射できないダメち○ぽは私たちがお仕置きよ♥（1月6日、SODクリエイト）共演:あべみかこ、蓮実クレア、戸田真琴、波多野結衣、澁谷果歩、水野朝陽、宮崎あや、大槻ひびき、小谷みのり、跡美しゅり、南まゆ、あず希、広瀬うみ、浜崎真緒、椎名そら
- 性感エステ×フルコース 10コーナー240分SP（2月2日、SODクリエイト）
- 小柄なカラダに似合わずムッチムチな色白美尻美少女（3月2日、SODクリエイト）
- 美少女JKの変態中年陵辱援交（4月6日、SODクリエイト）
- ドキドキが止まらない、エロきゅん(ハート)コスプレ×シチュエーション（5月3日、SODクリエイト）
- スケベ汁滴るむっちり色白桃肌じっとり至近観察（6月1日、SODクリエイト）
- 濃厚ベロキス接吻乳首舐めエステサロン（7月6日、SODクリエイト）
- 媚薬催眠トランス大絶頂SEX（8月10日、SODクリエイト）
- 絶頂地獄 敏感痙攣63イキ 巨根12,244ピストン（9月7日、SODクリエイト）
- ナマ派 初中出し解禁（10月5日、SODクリエイト）
- 媚薬オイルマッサージで淫乱覚醒連続絶頂（11月2日、SODクリエイト）
- 我慢できない変態女の淫乱うねり腰セックス（12月7日、SODクリエイト）

2018年
- むっちりEカップ豊満フィットネスお姉さん（1月11日、SODクリエイト）
- 妊娠淫語 子宮で感じる孕ませ中出しSEX（2月8日、SODクリエイト）
- 桃尻ワシ掴みしながら同時イキ中出し性交（3月8日、SODクリエイト）
- 僕のツボを完全に押さえているイチャイチャラブラブ (ハート)ノーハンドフェラメイド（4月12日、SODクリエイト）
- 姉からのお下がりを着させられているムチポチャ末っ子ちゃん(18)食い込み羞恥ちびピタ服えっち（5月10日、SODクリエイト）
- 散々焦らしたのちドピュルルル大量16発射へと導く ぬるテカパイパンソープ孃（6月7日、SODクリエイト）
- カニばさみ強制クンニで童貞の教育実習生をいいなり調教する女子学生（7月12日、SODクリエイト）
- 飛鳥りん 精子、全部飲む。（8月9日、SODクリエイト）
- 連続濃厚中出し!!総重量500Kgオーバーの巨漢種付けプレス（9月6日、SODクリエイト）
- 日帰りで12発射精させちゃうヤリまくりイチャイチャ温泉旅行（11月8日、SODクリエイト）

#### 専属解除後
2019年
- 生意気だった妹を一週間、俺専用メイドにしてやった。（1月7日、BeFree）
- 出社も帰宅も同じ方向の近所の人妻とある日突然、急接近。（1月7日、マドンナ）
- 大人の個室ヨガ教室（1月16日、MAXING）
  - Blu-ray版のタイトルは『大人の個室ヨガ教室 in HD』
- 妻が友人の結婚式で家にいない間に巨乳で美人の妻の妹を犯し中出ししまくった5日間の調教記録（2月1日、Fitch）
- 新婚旅行NTR ～親友がくれた最悪なプレゼント編～（2月7日、マドンナ）
- 女子大生 奈落のインターンシップ 2（2月7日、アタッカーズ）
- 大好きな人と本格レズ初挑戦 ガチで好きな香苗レノンと濃厚レズビアンプレイを解禁したい飛鳥りん（2月7日、ビビアン）共演：香苗レノン
- 放課後ワリキリバイト 5 (2月8日、ケイ・エム・プロデュース/S級素人)
- 720時間禁欲させ排卵日に久しぶりにHしたら白濁汁をダラダラ垂れ流して絶頂を繰り返す欲求不満女子。（2月16日、MAXING）
- 密着して舐め尽くす むしゃぶり唾液痴女 (3月1日、Fitch)
- ナンパで生中出し成功!!…のはずが、想像を超えた痴女責めでまさかの立場逆転!!(2月25日、痴女ヘブン)
- 拘束され身動きが取れない状況でビクビク痙攣イキする素直なオマ●コ (3月16日、MAXING）
- 「あなた、今夜は遅くなりそうです―。」～人妻不動産レディの誰にも言えないクレーム対応～ (4月7日、マドンナ)
- 私、実は夫の上司に犯され続けてます… (4月13日、溜池ゴロー)
- おじさんに生ハメしてもらいたくってノコノコやってきたパイパン美少女（Eカップ）汚いおっさんでよってたかってハメまくって中出ししまくり。 生ハメを懇願する立派なオナホになりました。 (4月13日、無垢)
- 僕のねとられ話しを聞いてほしい アパートの大家さんにお家賃滞納の件で毎月25日に泣く泣く寝盗られた清貧の若妻 (5月7日、JET映像)
- 可愛い顔してデカ尻!! (6月1日、MARRION)
- どんなチ●ポも連射させてしまう気持ちのいいセックス (6月16日、MAXING)
- 姉M化 ボクの大好きだった明るく活発なお姉ちゃんがアイツと結婚してから明らかに様子が変わった (7月12日、ケイ・エム・プロデュース/REAL)
- 僕の愛する妻が…目の前で若い男に抱かれヨガリ狂っている姿を視て勃起しています。 (8月19日、ドグマ)
- 恥辱の家庭訪問 夫に見られながら壊されていく... 終わらない強制性交とマゾ調教の末、誰の種か分からない子を孕まされてた私 (9月25日、オーロラプロジェクト・アネックス)
- 美しすぎるボクのお義母さん 父の再婚相手が、童貞のボクを悩ませる20代の巨乳美女。 (9月26日、センタービレッジ)
- 巨乳セフレ妻と中出し不倫旅行 (10月11日、ケイ・エム・プロデュース/BAZOOKA) 他出演:逢坂はるな、新村あかり、佐知子
- お尻の穴まで垂れちゃう愛液 (11月7日、レイディックス)

2020年
- まさか、息子の嫁が…義父に不倫現場を目撃された不貞妻 (1月1日、プラネットプラス)
- 夫が見ている前で…義弟との交わりを夫に観察された若妻 (1月17日、なでしこ)
- 飛鳥りんと今すぐヤリたい! 4時間スペシャル (3月16日、MAXING) ※単体ベスト

### イメージDVD
- IDOL debut（2016年5月26日、SODクリエイト）
- 綺麗なハダカ（2017年3月23日、Natural&Beauty）

### VR
2017年
- 飛鳥りんとラブラブ同棲日記 りんちゃんのパイパンが目の前に超接近おま○こ丸見え密着SEX（3月22日、SODVR）
- SODstar × SODVR 3D 憧れのstar女優市川まさみ、桐谷まつり、飛鳥りん、古川いおりの4人全員が’アナタ’に甘えてずっーと密着おねだりキス 究極のラブラブハーレムSEX全員挿入スペシャル! 最後は中に出してね（3月22日、SODVR）共演：市川まさみ、桐谷まつり、古川いおり
- SODstar4人が常におま○こ見せ、乳首責め、囁き淫語、見つめるフェラチオの同時4点責めでアナタのオナニーを心優しくお手伝い（3月22日、SODVR）共演：市川まさみ、桐谷まつり、古川いおり
- SODstarのアナルまでしっかり見えるディルド抜き差しおま○こドアップ超至近距離顔面騎乗見せつけオナニー（3月22日、SODVR）共演：市川まさみ、桐谷まつり、古川いおり
- 美少女姉妹が関西弁で僕のチ○ポを奪い合う。お兄ちゃん淫語満載見つめ合いキスフェラチオ（3月22日、SODVR）共演：古川いおり
- 飛鳥りん×戸田真琴 SODstar超高級二輪車マットヘルス W密着キス顔面舐めぬるぬるローション濃密プレイ 素股のはずが気持ちよくなりすぎてりんちゃんからこっそり挿入スペシャル（5月31日、SODVR）共演:戸田真琴
- SODstar紗倉まな、飛鳥りん ヌルテカになった卑猥な身体を目の前で堪能する密着囁き淫語たっぷりキスローションエステ（5月31日、SODVR）共演：紗倉まな
- どこを向いても裸の美女だらけ!AV史上初!360°3D映像!極上美女14人に囲まれ前後左右全てから責められる超高刺激!今まで体験したことのない究極ハーレムSEX!（8月1日、SODVR）共演：紗倉まな、古川いおり、市川まさみ、戸田真琴、桐谷まつり、波多野結衣、大槻ひびき、篠田ゆう、推川ゆうり、跡美しゅり、宮崎あや、椎名そら、桜木優希音 ※「AV OPEN 2017」VR-1グランプリ エントリー作品
- SODstar×SODVR 3D star女優 紗倉まな、飛鳥りん、戸田真琴の3人と夢のハーレム! キスたっぷり僕のチ○ポ奪い合い小悪魔痴女全員挿入SEX 最後は耳元で「中に出して」と囁かれてそのまま中出しスペシャル!（8月4日、SODVR）共演：紗倉まな、戸田真琴
- 舐める音、漏れる吐息、囁く声、口の中まで鮮明に見える超至近距離フェラ（11月17日、SODVR）他出演：古川いおり、市川まさみ、桐谷まつり

2018年
- SODstar飛鳥りんと一緒にAV鑑賞 アナタの彼女は飛鳥りん! 本人のAVを観ていたら彼女の飛鳥りんが家にやってきた! 恥ずかしがりながら「ねぇ…映像なんかより本物の私を見てよ…」とイチャイチャしながら徐々にエッチになっていき最後はあなたにしか見せないイキ顔中出しセックス!（9月28日、SODVR）
- 制服女子○生 添い寝リフレVR ～お店に内緒の中出し本番～（10月26日、SODVR）
- パンストフェチVR 黒パンスト女子○生美尻コキパンティずらし中出しセックス（11月9日、SODVR）
- 奥様は若妻女子○生!?子宮で感じてアナタに中出しを懇願する妊娠淫語孕ませ中出し（11月23日、SODVR）

2019年
- 交際1周年記念LOVE LOVE SEX（1月1日、KMPVR）
- 指名率No.1の絶対的和美女が織り成す人生最高の夢精体験 眠れるあなたを弄ぶ夢の逆夜這いヘルス (8月28日、KMPVR -彩- )

2020年
- イクイクッ!!早漏セックス!!本番禁止なのに即ハメされて激ピス、イキまくり、中出しまくりの新人巨乳デリヘル嬢 あすか (2月16日、KMPVR)

## 出演

### テレビ
- ケンコバのバコバコテレビ（2016年9月2日・9日、サンテレビ）
- たびともイン京都・戸田真琴×飛鳥りん（2018年1月02日、エンタ!959）[5]
- 訳あり人の駆け込み寺 (2019年1月8日、カンテレ)

### インターネット配信
- 今田×東野のカリギュラ  (Amazonプライム・ビデオ、2017年)エピソード20『自作自演やらせドッキリ　今田耕司編』

### ラジオ
- とにかく明るい安村と飛鳥りんのとにかく丸裸!（2016年4月1日 - 9月24日、文化放送）

### その他
- ハロウィンの夜お掃除イベント（2016年10月29日、渋谷）入れるとたくさん褒めてくれる「萌えるゴミ箱」（声の出演）[6]

## 書籍・その他

### 雑誌
- 週刊プレイボーイ 2016年6月13日号（集英社）
- 週刊プレイボーイ 2016年7月25日号（集英社）
- FLASH 2016年8月30日号（光文社）

### 写真集
- らぶぱら（2018年11月16日、竹書房、撮影：マキハラススム）ISBN 978-4801916661

### トレーディングカード
- ジューシーハニー 42 コレクションカード（2018年6月23日、ミント）※飛鳥りん、JULIA、吉高寧々のトレカがセットになっている。